# TSI agar
Il TSI (Triple Sugar Iron) agar è un terreno di coltura batterico atto alla differenziazione degli enterobatteri, rientra quindi nella categoria dei terreni differenziali.

## Composizione
Il TSI agar deve il suo nome alla presenza dei tre zuccheri glucosio, saccarosio, lattosio e agli ioni ferrosi presenti al suo interno, oltre ai normali ingredienti nutritivi di un terreno di coltura batterica. È inoltre presente, in qualità di indicatore di pH, il rosso fenolo.
La composizione nel dettaglio è la seguente:
- Peptone - 20 g
- Glucosio - 1 g
- Lattosio - 10 g
- Saccarosio - 10 g
- Ferro ammonio solfato - 0.2 g
- Sodio tiosolfato - 0.3 g
- Cloruro di sodio - 5 g
- Rosso fenolo - 0.024 g
- Agar - 13 g
- Acqua distillata - 1000 mL

## Preparazione e semina
Il TSI agar è un terreno che si trova normalmente in polvere, è quindi necessario discioglierlo in acqua bollente e sottoporlo successivamente a processo di sterilizzazione; il terreno così preparato ha un pH di 7.3 e sarà di colore rosso-arancione. Una volta preparato occorre metterlo ancora liquido in provetta sterile e raffreddarlo in posizione inclinata in modo da conferirgli la forma a becco di clarino, così da ottenere una volta solido una parte inferiore cilindrica e una superiore inclinata. La semina batterica viene eseguita per infissione nel cilindro (tramite un ago da inoculo) e per strisciamento sulla superficie inclinata. In questo modo i batteri seminati per strisciamento saranno a contatto con l'aria, mentre quelli seminati per infissione disporranno di condizioni anaerobiche. Incubare infine a 37 °C per 24-48 ore.

## Analisi e interpretazione dei risultati
La fermentazione dei vari zuccheri è evidenziata da un cambiamento di colore dal rosso al giallo dell'indicatore rosso fenolo. In seguito alla fermentazione del solo glucosio e al suo esaurimento, l'utilizzo del peptone provoca in superficie (dove ci sono condizioni aerobiche) una produzione di ioni ammonio e conseguente viraggio al rosso (per pH alcalino). Nella parte cilindrica del terreno, dove si trovano condizioni di anaerobiosi, si ha la sola fermentazione del glucosio (presente in misura 10 volte inferiore agli altri zuccheri) con produzione acida e conseguente viraggio al giallo del fenolo. Quando si avrà l'esaurimento del glucosio, solo se i batteri sono in grado di fermentare lattosio e/o saccarosio, si avrà una reazione acida anche in superficie e una conseguente colorazione gialla anche nella parte inclinata del terreno. Inoltre, se il batterio seminato è in grado di utilizzare il sodio tiosolfato o i vari amminoacidi solforati presenti nel terreno, si ha una produzione di idrogeno solforato (H2S) che, in presenza del ferro ammonio solfato, precipita sotto forma di ferro solfuro avente una tipica colorazione nera. Sarà anche possibile notare un'eventuale produzione di gas dalla fermentazione di uno degli zuccheri grazie alla formazione di bolle, rotture o crepe nel terreno.

### Interpretazione finale
| Risultati (becco di clarino/cilindro)     | Interpretazione                                                     |
| ----------------------------------------- | ------------------------------------------------------------------- |
| Rosso/giallo                              | Fermentazione glucosio; catalizzazione peptone                      |
| Giallo/giallo                             | Fermentazione glucosio e lattosio e/o saccarosio                    |
| Rosso/rosso                               | No fermentazione; catalizzazione peptone                            |
| Giallo/giallo con bolle                   | Fermentazione glucosio e lattosio e/o saccarosio; produzione di gas |
| Rosso/giallo con bolle                    | Fermentazione glucosio; produzione di gas                           |
| Rosso/giallo con bolle e precipitato nero | Fermentazione glucosio; produzione di gas; produzione di H2S        |
| Rosso/giallo e precipitato nero           | Fermentazione glucosio; produzione di H2S                           |
| Giallo/giallo e precipitato nero          | Fermentazione glucosio e lattosio e/o saccarosio; produzione di H2S |
| Nessun cambiamento/nessun cambiamento     | Nessuna fermentazione                                               |